# Смоленський Гусачок
Смоленський Гусачок (рос. Смоленский Гусачок, Гусиная пляска) — російський народний танок та жартівний ігровий хоровод. Спочатку фіксувавсья на Смоленщині, а через деякий час і на Курщині з Могилівщиною. Музичний розмір 2/4 швидкий.
Учасники наслідують ходу, польоти та звички гусей, що йдуть за ватажком: крок неквапливий, з боку в бік, звивисті лінії, спіралі в малюнку. Ведучі зображують гусака та гуску, змагаючись у перисядці.

Зазвичай танець супроводжується частівками:
Эй, эй, гусачок,

Чи, хароши каснычок?

Герр, герр, гуся,

Чи хароша косынка?
Вважається, що саме від цієї мелодії, яку фіни почули від російських солдат, під час чергової петробуржсько-шведської війни, яка увійшла до історії як війна "капелюхів", була створена, відома на весь світ, їня полька.
Вперше версію цього танцю для сценічного виступу було записано майстром народної хореографії Устіновою. Сценічний варіант танцю довгий час входив до репертуару Російського народного хору ім. М. Є. П'ятницького.